# 14428 Lazaridis
14428 Lazaridis este un asteroid din centura principală de asteroizi.

## Descriere
14428 Lazaridis este un asteroid din centura principală de asteroizi. A fost descoperit pe 8 noiembrie 1991 la Kitt Peak National Observatory în cadrul proiectului Spacewatch. Asteroidul prezintă o orbită caracterizată de o semiaxă mare de 3,18 ua, o excentricitate de 0,19 și o înclinație de 1,6° în raport cu ecliptica.